# Mercedes-Benz Classe SLK (Type 171)
La Mercedes-Benz R 171 est un roadster fabriqué par le constructeur automobile Mercedes-Benz. Le cabriolet est la deuxième génération de Classe SLK et succède à la Mercedes-Benz R 170. La R 171 était construite à l'usine Mercedes-Benz de Brême. Le véhicule a été présenté pour la première fois au 74e Salon international de l'automobile de Genève. En Europe, le début des ventes a eu lieu le 27 mars 2004, le 26 mars 2011, elle a été remplacée par la troisième génération.

## Histoire
En janvier 2000, Mercedes a dévoilé le concept-car Vision SLA au Salon de l'auto de Détroit. Sa carrosserie était en plastique et en aluminium, avec des porte-à-faux et un empattement extrêmement courts. Le concept-car a été construit par Stola à la fin de 1999.
Le R171 présente un certain nombre d'évolutions par rapport à son prédécesseur, le R170 : un empattement plus long de 30 mm, de plus grandes longueurs (72 mm) et largeurs (65 mm), une boîte automatique à sept vitesses, des airbags adaptatifs à deux niveaux, des airbags latéraux tête/thorax et un mécanisme de toit révisé (commercialisé sous le nom de toit Vario) déployable en 22 secondes (contre 25 secondes auparavant) avec une lunette arrière rotative-pivotante permettant un toit replié plus compact et un espace de rangement dans le coffre augmenté de 63 litres avec le toit rétracté. Les fonctionnalités optionnelles incluent la commande à distance du toit rigide rétractable ainsi qu'un système innovant de chauffage à air pulsé au niveau du cou intégré aux appuie-têtes, commercialisé sous le nom d'Airscarf.
L'avant est basé sur celui de la Mercedes-Benz SLR McLaren, et a conduit au surnom de "Nasenbär" (coati). Mercedes a commercialisé le style avant effilé de la R171 conçu par le designer Steve Mattin comme « inspiré de la Formule 1 ».
En 2010, la SLK a atteint 230 000 ventes.

### Changements par rapport au modèle précédent
Le mécanisme électro-hydraulique du toit a été légèrement modifié par rapport à celui de son prédécesseur. Sur le nouveau modèle, la lunette arrière pivote dans son cadre de sorte que sa courbure pointe vers le haut lorsqu'elle est repliée. Cela a permis d'augmenter l'espace du coffre en mode cabriolet. Nouveau dans la SLK et pour la première fois dans un cabriolet Mercedes-Benz, le système optionnel de chauffage au niveau du cou Airscarf. Il transporte de l'air chaud vers le haut via des conduits dans le siège et dans l'appui-tête et dirige un jet chaud vers le cou du conducteur et du passager avant. La température peut être réglée en trois étapes et la puissance du ventilateur s'adapte automatiquement à la vitesse.

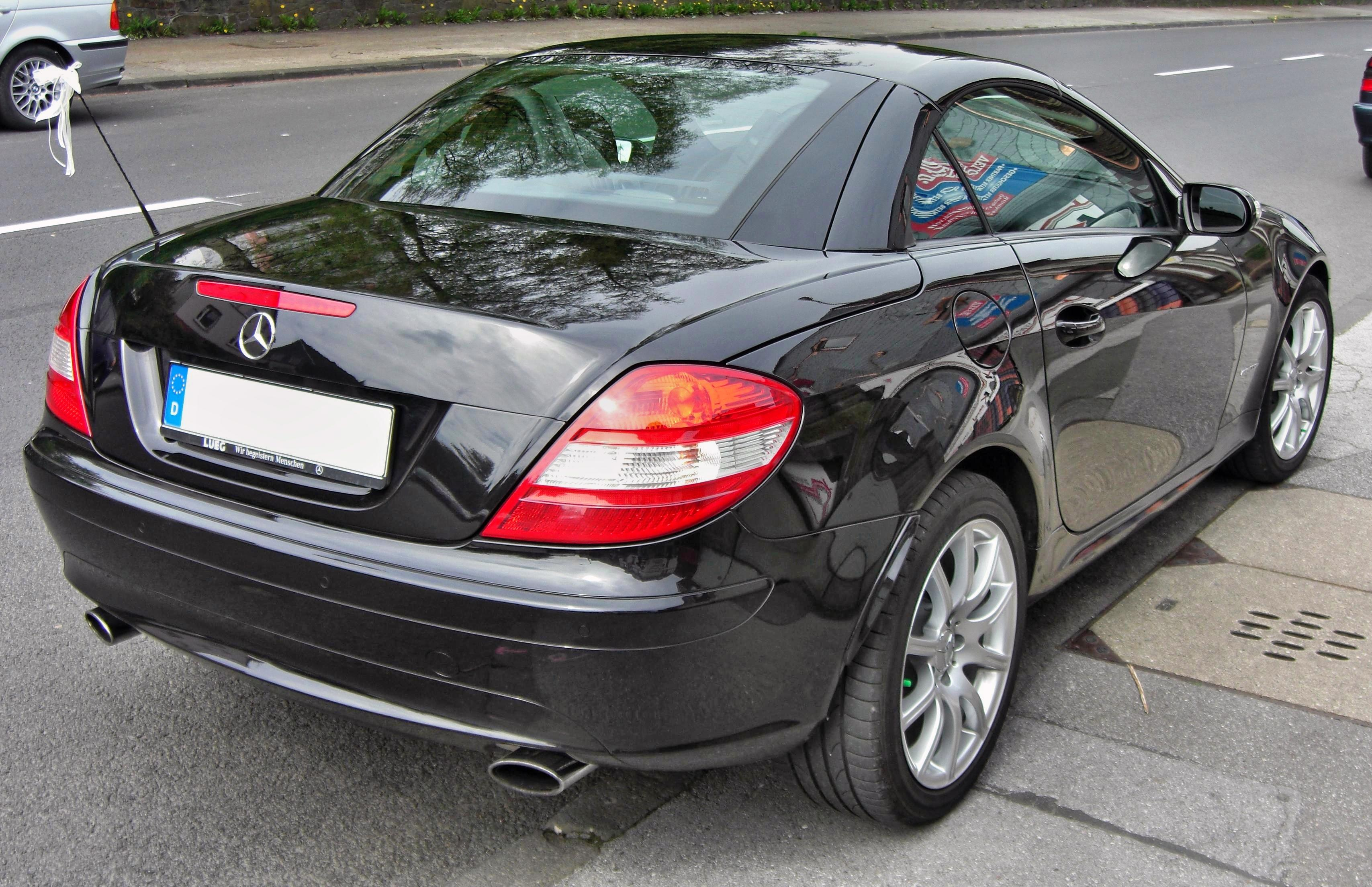
Vue arrière d'une SLK 200 Kompressor (2004–2008).

## Caractéristiques techniques

### Versions et motorisations
Plusieurs versions ont été présentées sur la SLK de deuxième génération, en 4 cylindres, V6 et V8, résumées ci-dessous.
| Motorisations          | 200K                                                        | 280                                                        | 350                                                         | 55 AMG                               | 55 AMG Black Series                  | Brabus 4.0L                          |
| ---------------------- | ----------------------------------------------------------- | ---------------------------------------------------------- | ----------------------------------------------------------- | ------------------------------------ | ------------------------------------ | ------------------------------------ |
| Construction           | Phase 1 : 2004 - 2008 Phase 2 : 2009 - 2011                 | 2005 - 2009                                                | Phase 1 : 2004 - 2007 Phase 2 : 2008 - 2011                 | 2004 - 2010                          | 2006 - 2008                          | 2005 - 2011                          |
| Motorisation           | 4 cylindres en ligne compressé                              | V6 atmosphérique                                           | V6 atmosphérique                                            | V8 atmosphérique                     | V8 atmospérique                      | V6 atmospérique                      |
| Référence moteur       | M 271                                                       | M 272 E30                                                  | M 272 E35                                                   | M 113 E55                            | M113 E55                             |                                      |
| Cylindrée              | 1 796 cm3 (1,8 L)                                           | 2 996 cm3 (3,0 L)                                          | 3 498 cm3 (3,5 L)                                           | 5 439 cm3 (5,4 L)                    | 5 439 cm3 (5,4 L)                    | 3 903 cm3 (3.9L)                     |
| Transmission           | Manuelle 6 vitesses Automatique à 5 rapports (5G-Tronic)    | Manuelle à 6 rapports Automatique à 7 rapports (7G-Tronic) | Manuelle à 6 rapports Automatique à 7 rapports (7G-Tronic)  | Automatique à 7 rapports (7G-Tronic) | Automatique à 7 rapports (7G-Tronic) | Automatique à 7 rapports (7G-Tronic) |
| Puissance (kw / ch)    | 163 ch (120 kW) à 5500 tr/min 184 ch (135 kW) à 5500 tr/min | 231 ch (170 kW) à 6000 tr/min                              | 272 ch (200 kW) à 6000 tr/min 305 ch (224 kW) à 6500 tr/min | 360 ch (265 kW) à 5750 tr/min        | 400 ch (294 kW) à 5750 tr/min        | 332 ch (244 kW) à 6200 tr/min        |
| Puissance fiscale      | 10 cv 11 cv                                                 | 15 cv                                                      | 19 cv 21 cv                                                 | 27 cv                                | 30 cv                                | 23 cv                                |
| Couple                 | 240 Nm à 3000 tr/min 250 Nm de 2800 à 5000 tr/min           | 300 Nm à 3500 tr/min                                       | 350 Nm à 2400 tr/min 360 Nm à 4900 tr/min                   | 510 Nm à 4000 tr/min                 | 520 Nm à 3750 tr/min                 | 420 Nm à 4200 tr/min                 |
| 0 à 100 km/h (annoncé) | 7,9 secondes 7,6 secondes                                   | 7,1 secondes                                               | 5,5 secondes 5,4 secondes                                   | 4,9 secondes                         | 4,5 secondes                         | 5,5 secondes                         |
| Vitesse maximale       | 230 km/h                                                    | 247 km/h                                                   | 250 km/h                                                    | 250 km/h                             | 280 km/h                             | 281 km/h                             |
| Consommation mixte     | 8,7 L/100 km                                                | 9,9 L/100 km                                               | 10,6 L/100 km                                               | 12 L/100 km                          | 12,2 L/100 km                        | 9,7 L/100 km                         |

- SLK 200 K : quatre cylindres en ligne (longitudinal avant), 16 soupapes à calage variable, équipé d'un compresseur, 1 796 cm3, 163 ch (120 kW) à 5 500 tr/min (184 ch, 135 kW, à partir de 2008), couple de 240 N m à 3 000 tr/min (250 N m à partir de 2008) ; bloc apparu à partir de la seconde phase du premier SLK (puissance non modifiée)
- SLK 280 : déclinaison apparue en 2005, six cylindres en V développant 231 ch (170 kW), 2 996 cm3, couple de 300 N m ; bloc de nouvelle génération
- SLK 350 : six cylindres en V ouverts à 90° (longitudinal avant), 24 soupapes à calage variable, 3 498 cm3, 272 ch (200 kW) à 6 000 tr/min, (puissance qui passe en 2008 à 305 ch (224 kW) avec un couple de 360 N m),
- SLK 55 AMG : huit cylindres en V (longitudinal avant), 24 soupapes injection multipoints, 5 439 cm3, 360 ch (265 kW) à 5750 tr/min, couple de 510 Nm à 4000 tr/min (400 ch et 520 Nm de couple pour la version Black Series)

### Transmission
Les modèles à moteurs quatre et six cylindres sont équipés de série d'une boîte manuelle à six rapports. Les transmissions automatiques sont disponibles en option. Celles-ci ont cinq vitesses dans les modèles à moteurs quatre cylindres et sept vitesses dans les modèles à moteurs six cylindres. La transmission automatique 7G-Tronic à sept rapports est installée de série dans les modèles à moteurs huit cylindres. Des palettes de changement de vitesse étaient disponibles sur le volant pour les véhicules à transmission automatique, ce qui augmente le confort de changement de vitesse, en particulier avec un style de conduite sportif.

### Editions AMG

#### 55 AMG

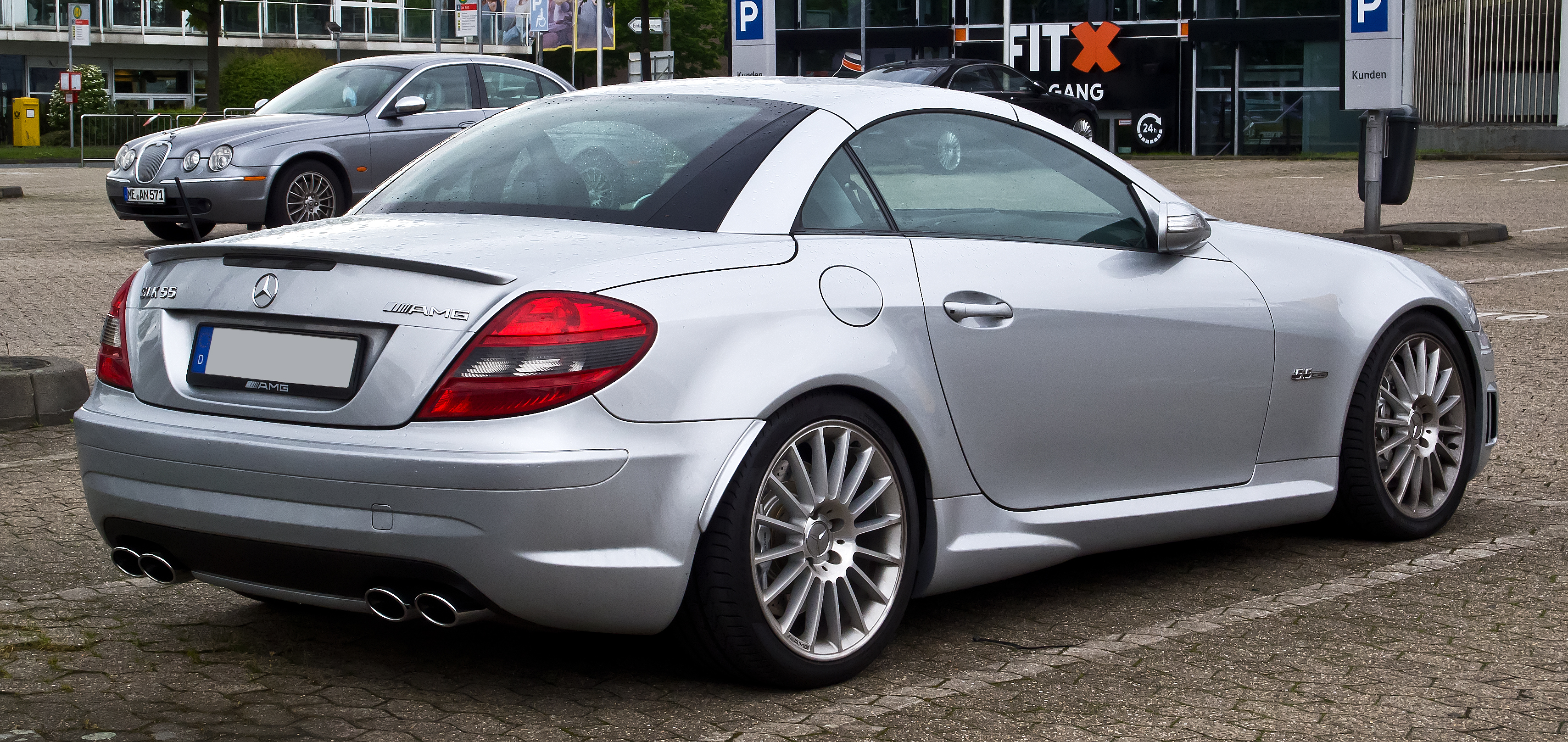
Vue arrière.

Une version AMG est présentée en 2004.

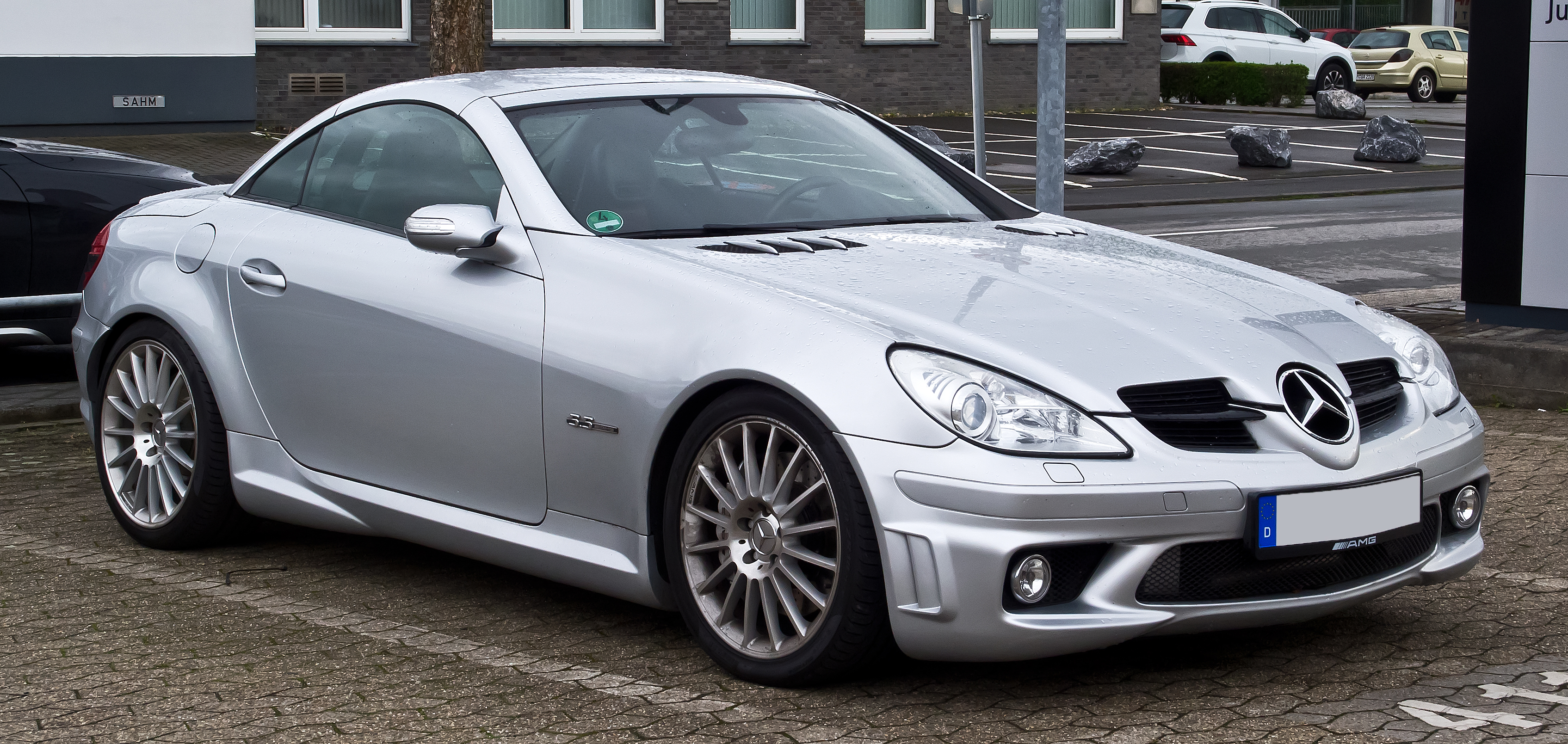
SLK 55 AMG

Equipée du V8 M113 dans sa version de 5,4L, elle effectue le 0 à 100 km/h en 4,5 secondes (annoncé), grâce à sa puissance de 360 chevaux et son couple de 510 Nm.
Plusieurs éléments lui sont spécifiques :
- Des disques de frein de 345 x 30 mm

- Un refroidisseur d'huile moteur supplémentaire (derrière les bouches d'aération du pare-chocs droit)
- Une suspension abaissée/renforcée (ressorts, amortisseurs, barres stabilisatrices)
- Des jantes en alliage de 18 pouces avec pneus 225/40 à l’avant et 245/35 à l’arrière.
- Le kit carrosserie AMG, avec ouïes distinctives dans les pare-chocs avant

Le lifting de 2008 comprenait une mise à niveau du contrôleur de la transmission AMG SPEEDSHIFT 7G-TRONIC, qui passe les vitesses 10 % plus rapidement que le modèle précédent.

#### 55 AMG Black Series
Commercialisée de 2006 à 2008, il s'agit d'une version avec le moteur de la 55 AMG classique poussé à 400 ch (294 kW) à 5 750 tr/min et 520 Nm de couple à 4 000 tr/min, un pare-chocs avant AMG redessiné avec de grandes prises d'air, un refroidisseur d'huile de transmission supplémentaire. un refroidisseur d'huile de direction haute performance, le support de jambe de force avant en aluminium, les nouvelles sorties d'air latérales en fibre de carbone, les ailes avant plus larges en plastique renforcé de fibre de carbone, les jantes en alliage léger de 19 pouces, des sièges baquets sport AMG nacré noir sans airbags latéraux, un becquet de coffre, des doublures de panneau de porte et des pièces de garniture en fibre de carbone,,. 
Cette version a un poids à vide de 1 495 kg (3 296 lb), soit 45 kg (99 lb) de moins que le véhicule de base.
Le véhicule a été mis en vente en Allemagne à partir de juillet 2006 au prix de 107 300 €.

## Lifting

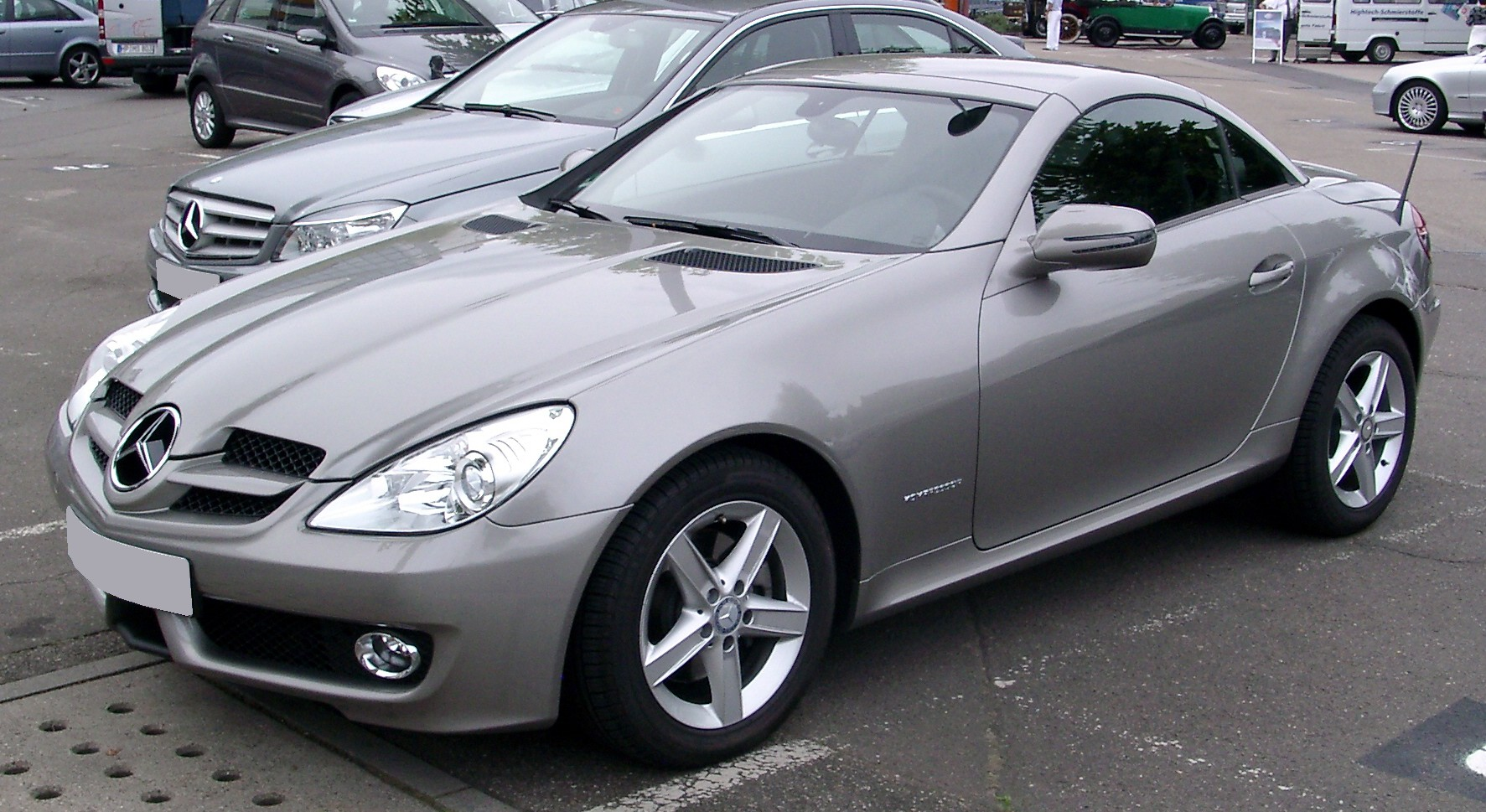
SLK 200 Kompressor (2008-2011).

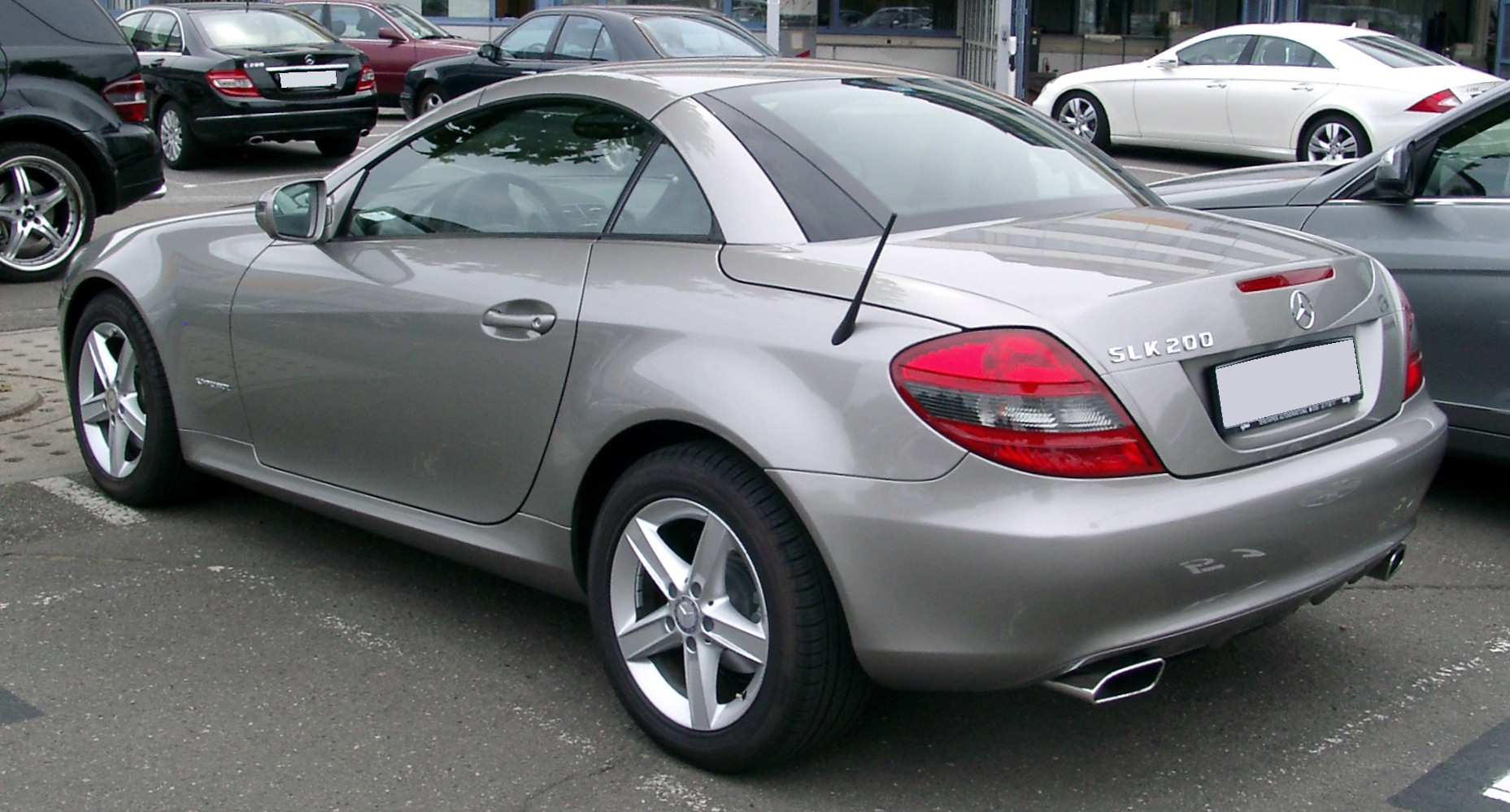

En décembre 2007, le lifting de la SLK a été présenté. Les livraisons ont commencé en avril 2008. Le nouveau modèle a reçu un nouveau carénage avant conçu pour avoir l'air plus dynamique, ainsi que des tuyaux d'échappement trapézoïdaux plus grands, un diffuseur et des feux avec une optique plus sombre à l'arrière. Les moteurs ont été revus à la nouvelle génération. En conséquence, la SLK 200 Kompressor délivre désormais 135 kW (184 ch) au lieu de 120 kW (163 ch). Ce moteur révisé était déjà connu des Classe C, Classe E et CLK. La SLK 350 a été la première à recevoir la nouvelle version du moteur de 224 kW (305 ch) (200 kW/272 ch pour la prédécesseur). Le prix de base était de 36 503,25 € (en décembre 2007). Sur certains marchés (par exemple aux États-Unis), la SLK 280 était livrée sous le nom de SLK 300 depuis le lifting. À partir de mars 2009, cette dernière était également vendue sous le nom de SLK 300 en Allemagne.

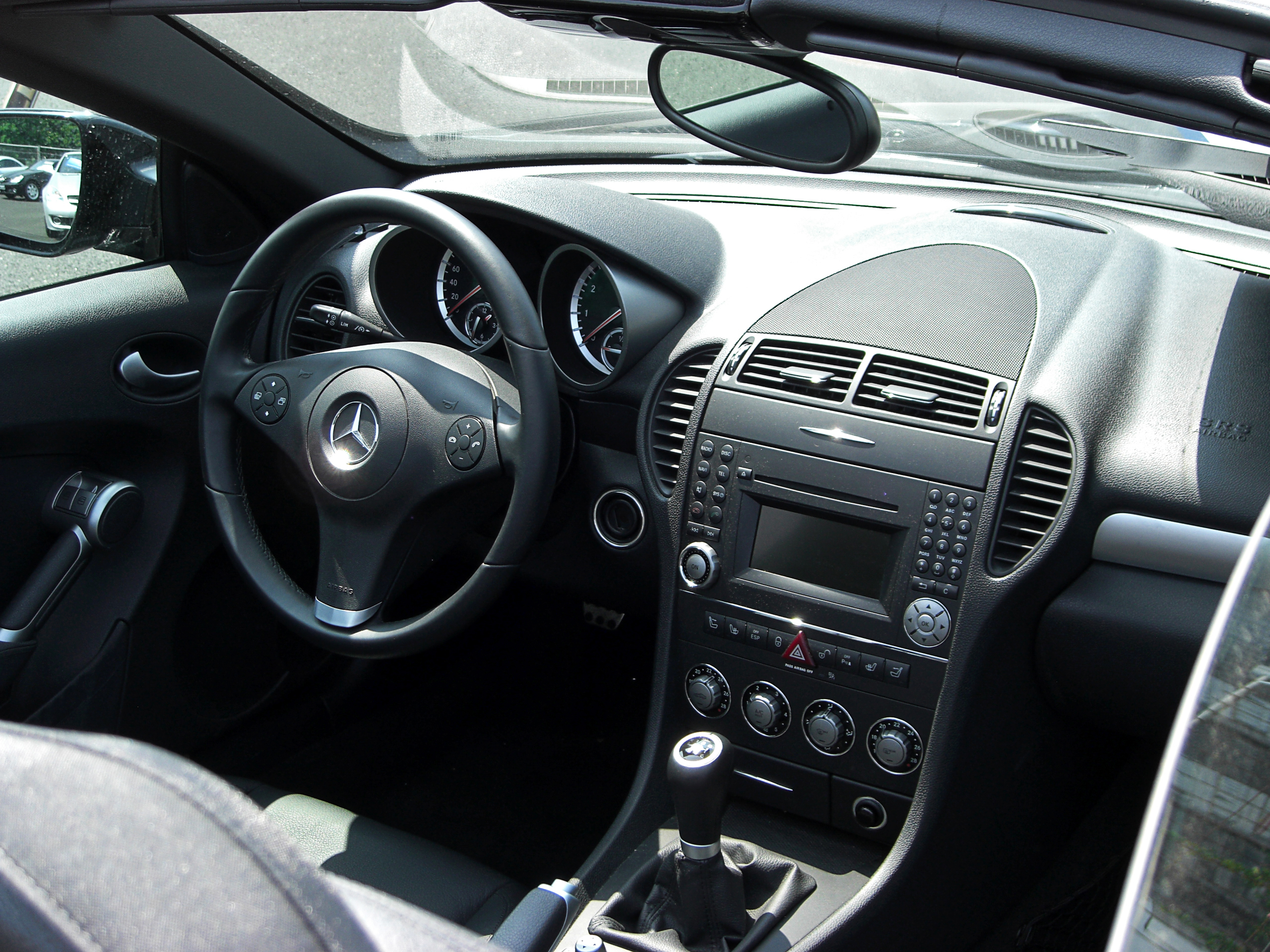
Intérieur de la SLK 200 Kompressor.

## Modèles spéciaux

### Edition 10

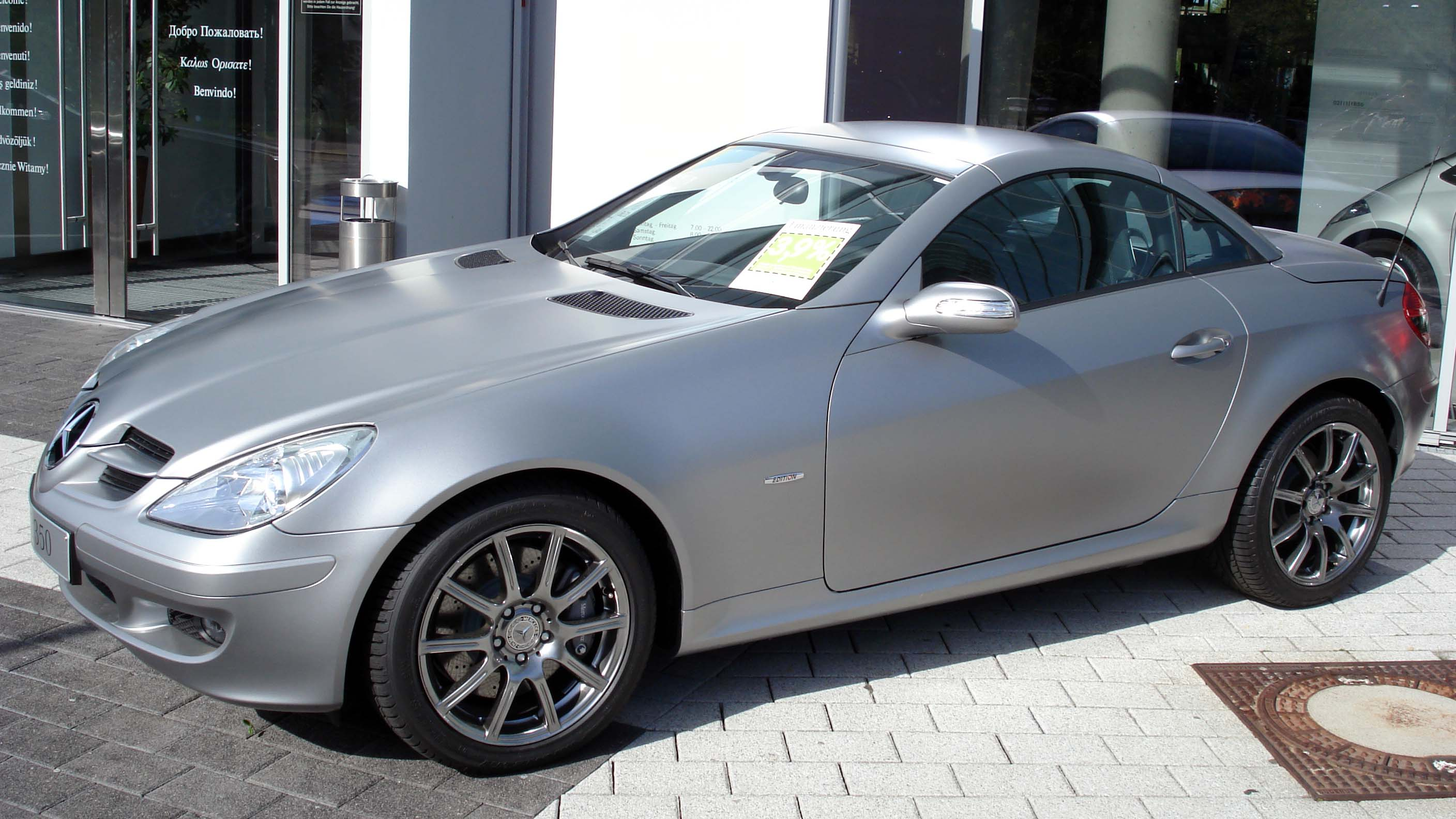
SLK 350 Edition 10 avec la peinture "Allanitgrau Magno".

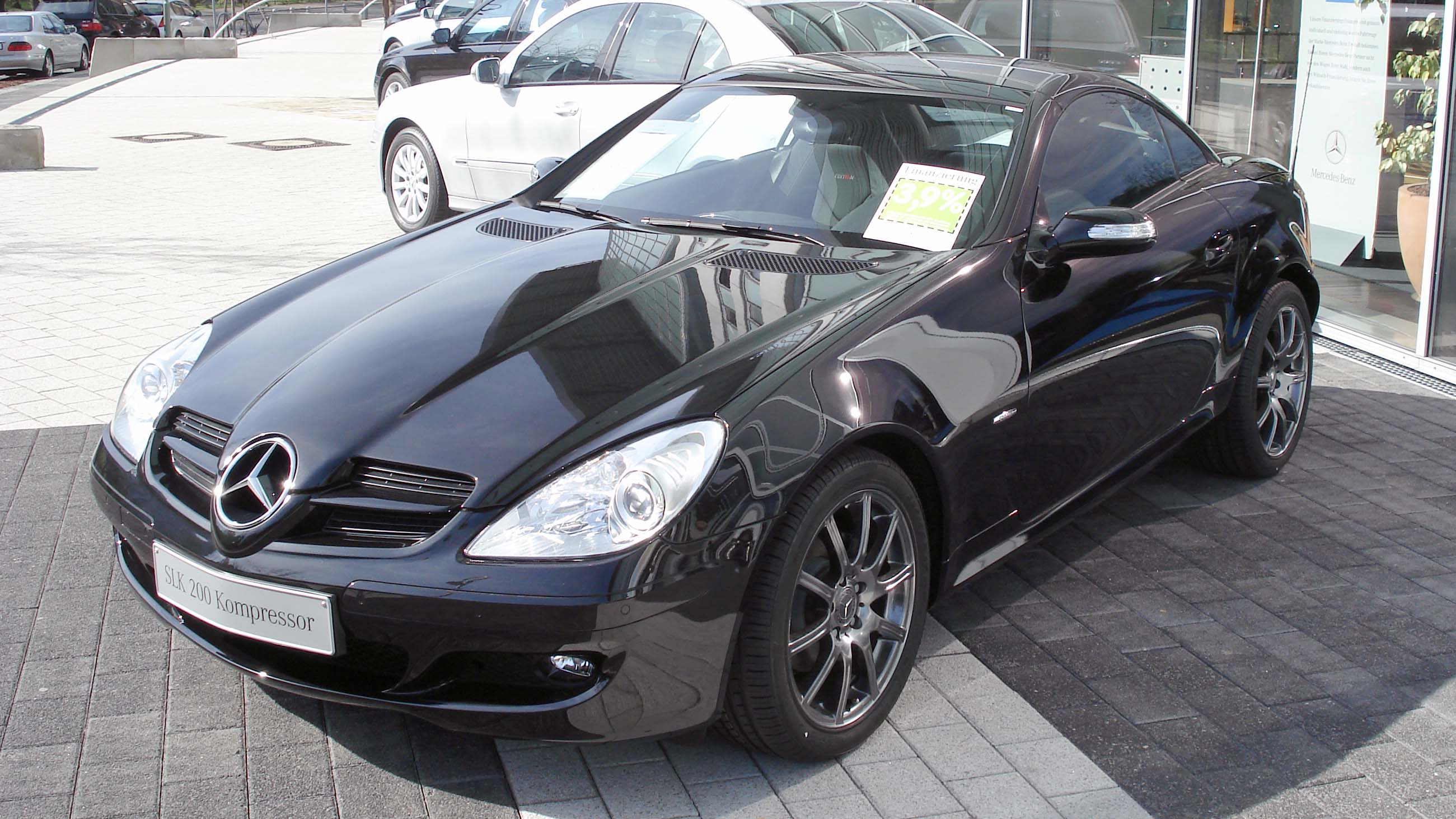
SLK 200 Kompressor Edition 10.

Pour marquer le dixième anniversaire de la SLK, Mercedes a lancé le modèle spécial Edition 10 en janvier 2007. Ce modèle spécial est livré de série en Schwarz. La peinture mat métallisé Allanitgrau Magno, limitée à 350 exemplaires et réservée à ce modèle, est disponible en option. Les jantes de 17 pouces à dix branches en alliage gris foncé avec une finition brillante et des badges noirs et argentés avec l'étoile Mercedes complètent le look. De plus, la SLK Edition 10 a des feux arrière assombris. Des logos EDITION sont apposés sur les ailes. À l'intérieur, toutes les applications et les sièges sont recouverts de cuir noir. De plus, des coutures décoratives argentées sont utilisées sur les sièges, ce qui augmente le contraste noir-argent. Les contours rouges pour le compteur de vitesse et le compte-tours soulignent l'exclusivité de ce modèle,.

### 2LOOK Edition

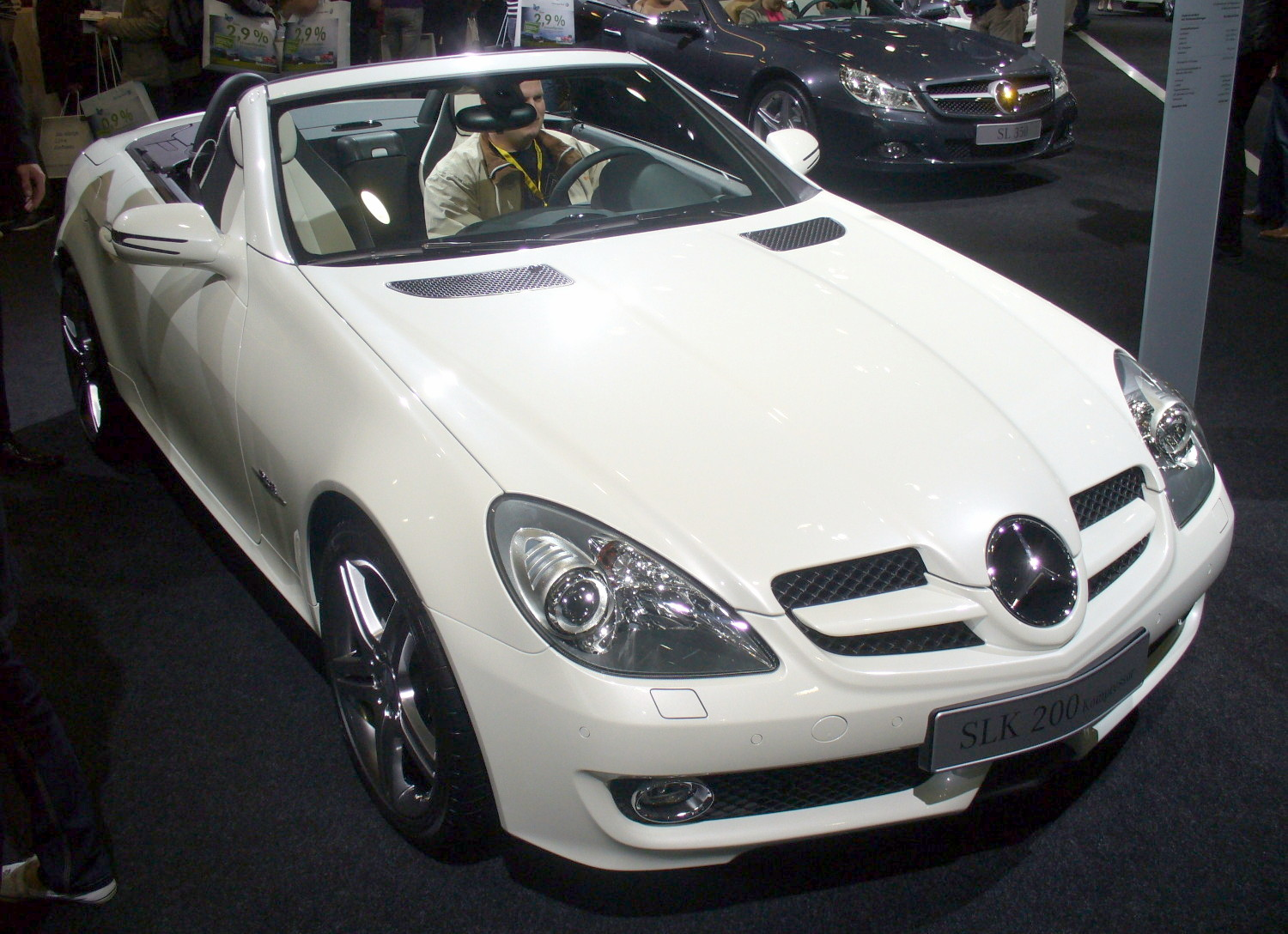
SLK 200 Kompressor 2LOOK Edition.

Au Salon de Genève 2009, Mercedes a présenté un modèle spécial limité à 300 exemplaires. Il s'appelle 2LOOK Edition. La SLK 2LOOK Edition n'est disponible qu'en Schwarz et Calcitweiß. Sur demande, les modèles spéciaux peuvent également être disponibles en Obsidianschwarz Metallic ou en Designo Mysticweiß. À l'intérieur, la sellerie en cuir est dans la couleur opposée à celle de l'extérieur pour obtenir un contraste élevé. De plus, elle a des jantes d'un diamètre de 18 pouces à cinq branches en alliage. Celles-ci sont disponibles soit dans la finition spéciale "Chrome Shadow", soit dans la finition spéciale en Titansilber. L'apparence de ce modèle est complétée par des logos attachés aux jupes latérales avec la désignation du modèle spécial et par un déflecteur de vent en verre acrylique transparent, qui porte également le logo. Elle pouvait être commandée avec tous les moteurs. La version AMG était exclue.

### Grand Edition

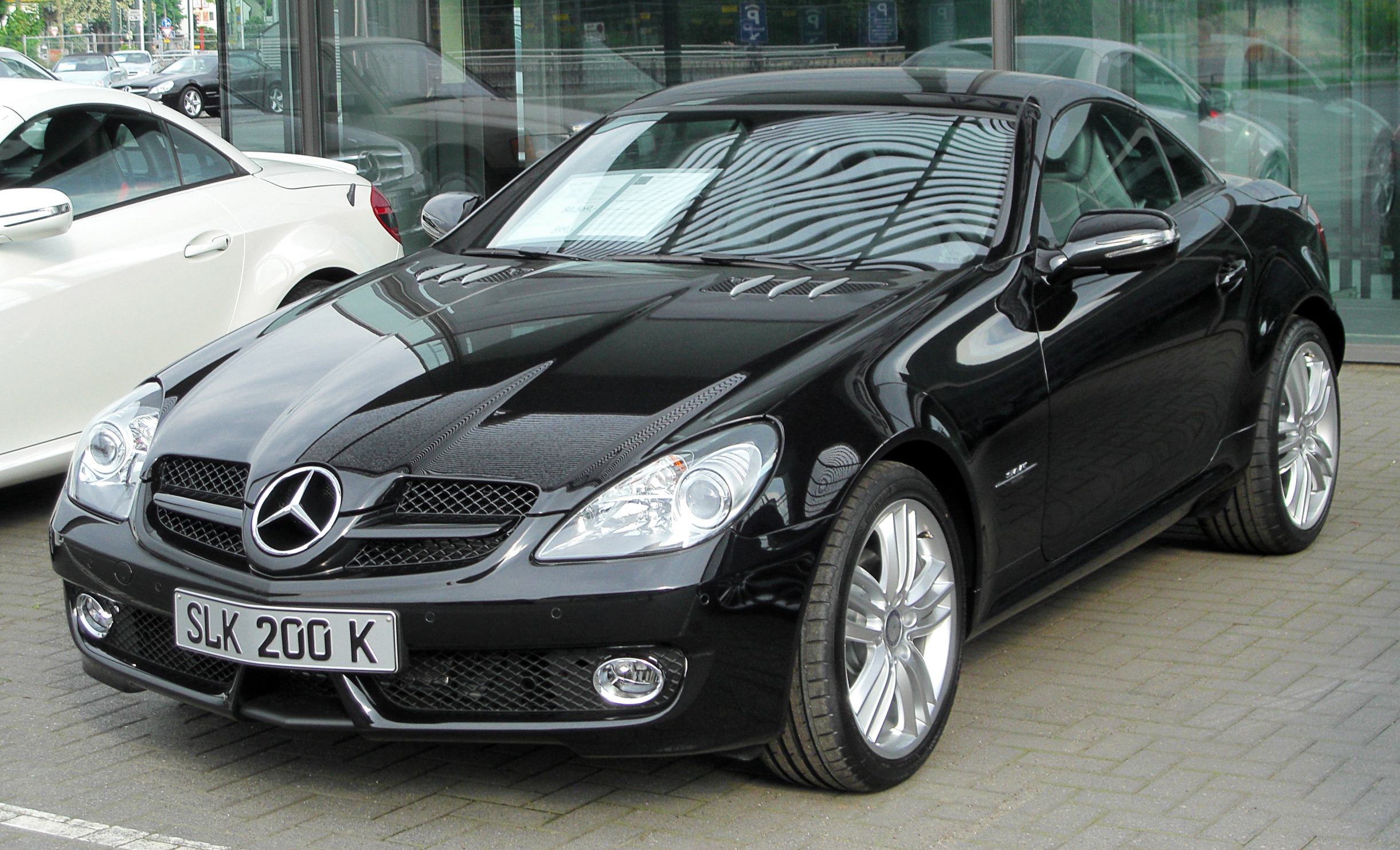
Grand Edition.

Le 11 janvier 2010, Mercedes a lancé un autre modèle spécial. La SLK Grand Edition se distingue des autres modèles SLK par une finition de peinture exclusive et un intérieur raffiné. De plus, le système Airscarf et le chauffage des sièges sont de série. En plus des couleurs spécifiées, le modèle spécial est disponible sur demande avec la couleur "Designo Graphit".
La Grand Edition est équipée de jantes de 18 pouces à 5 branches triples en alliage léger. De plus, le troisième feu stop est assombri sur ce modèle; des ailettes argentées sont montées sur les prises d'air du capot. Les autres caractéristiques distinctives sont les contours sombres des phares et les logos "Grand Edition" sur les ailes. À l'intérieur, toutes les applications sont doublées de cuir. Les sièges en cuir sont finis en "Designo Basaltgrau Pearl",.